# 39P/Oterma
39P/Oterma este o cometă periodică din sistemul solar cu o perioadă orbitală de aproximativ 19,5 ani. A fost descoperită de Liisi Oterma pe 8 aprilie 1943. Nu se cunoaște cât este diametrul nucleului cometei.